# Акілов Кузі
Кузі Акілов (1907, кишлак Шаваткі Пойон, тепер Айнинського району Согдійського вілояту, Таджикистан — 1 січня 1995, місто Душанбе, Таджикистан) — радянський таджицький державний діяч, 1-й секретар Гармського обласного комітету КП(б) Таджикистану.

## Життєпис
Народився в селянській родині.
У 1920—1929 роках — наймит; робітник Самаркандського шкіряного та виноробного заводів.
З 1929 року служив у Таджицькому полку Червоної армії.
Член ВКП(б).
Потім був слухачем Комуністичного вузу в місті Сталінабаді (Душанбе).
До 1937 року — помічник уповноваженого Файзабадського районного відділу НКВС Таджицької РСР.
У 1937—1940 роках — голова Таджицького республіканського комітету профспілки робітників важкої промисловості; завідувач сектору ЦК КП(б) Таджикистану; секретар Гармського обласного комітету КП(б) Таджикистану з кадрів.
У 1940—1941 роках — 2-й секретар Ленінабадського обласного комітету КП(б) Таджикистану.
У 1941—1943 роках — заступник завідувача відділу кадрів ЦК КП(б) Таджикистану.
У 1943—1944 роках — 1-й секретар Гармського обласного комітету КП(б) Таджикистану.
Закінчив Республіканську партійну школу при ЦК КП(б) Таджикистану.
У 1948—1952 роках — заступник міністра лісового господарства Таджицької РСР.
У 1952—1956 роках — відповідальний організатор відділу партійних органів ЦК КП Таджикистану.
У 1956—1962 роках — голова Таджицького республіканського комітету профспілки робітників промисловості товарів широкого вжитку; голова Таджицького республіканського комітету профспілки робітників легкої та текстильної промисловості.
Потім — на пенсії.
Помер 1 січня 1995 року.

## Нагороди та звання
- орден Вітчизняної війни І ст.
- орден Трудового Червоного Прапора
- два ордени «Знак Пошани»
- медалі